# Richard Holden (homme politique britannique)
Pour les articles homonymes, voir Richard Holden.
Richard John Holden, né le 11 mars 1985 à Blackburn, est un homme politique Parti conservateur britannique, qui est député pour Durham Nord-Ouest depuis 2019,. Avant de devenir député, il travaille comme conseiller spécial dans plusieurs ministères.

## Jeunesse et carrière
Holden est né à Blackburn, Lancashire, de Mark et Joan Holden  et grandit à Grindleton, un village de la région de Ribble Valley. Holden fréquente l'école primaire Grindleton, la Grammar School Ermysted à Skipton et la Grammar School Queen Elizabeth à Blackburn. Il est ensuite allé au St Mary's College de la ville, avant d'étudier à la London School of Economics. Il obtient un BSc en gouvernement et histoire en 2007. Holden est employé comme serveur et personnel de bar pour Emporium Ltd de 2002 à 2006.
Holden commence à travailler au quartier général de la campagne conservatrice (CCHQ) en août 2007, initialement en tant qu'agent de saisie de données. L'année suivante, il devient responsable de la surveillance des médias et est attaché de presse de 2008 à 2010 . Holden est conseiller de presse politique de 2010 à 2012 et promu chef adjoint de la presse en 2012 .
Aux élections générales de 2015, il se présente sans succès en tant que candidat conservateur dans le siège sûr des travaillistes de Preston . Après les élections, il devient conseiller spécial de la Lord du sceau privé et Leader de la Chambre des lords Tina Stowell, avant de partir travailler pour la campagne électorale à la direction du Parti conservateur de Theresa May en 2016. Il travaille pour le successeur de Stowell en tant que leader de la Chambre des Lords, Natalie Evans  avant de devenir conseiller spécial du secrétaire d'État à la Défense, Michael Fallon, entre octobre 2016 et avril 2017 .
Holden devient conseiller spécial de l'ancien secrétaire d'État aux Transports Chris Grayling en décembre 2018  avant de partir travailler sur la campagne électorale à la direction du Parti conservateur  de Boris Johnson en 2019. Il travaille ensuite comme conseiller spécial auprès du secrétaire d'État à l'Éducation Gavin Williamson d'août à novembre 2019 . Lorsque le Parlement est dissous pour les élections, Holden commence à travailler pour le CCHQ, avant d'être choisi comme candidat pour le siège travailliste de North West Durham .

## Carrière parlementaire
Holden est élu député de North West Durham aux élections générales de 2019 avec une majorité de 1 144 voix. Il est le premier conservateur à représenter la circonscription  qui est auparavant considéré comme un siège travailliste théoriquement sûr, car il est représenté par un membre du parti depuis son rétablissement en 1950. Il est sous-secrétaire d’État aux Routes et aux Transports du 28 octobre 2022 au 13 novembre 2023, puis ministre sans portefeuille, président du Parti conservateur, à partir du 13 novembre 2023, dans le gouvernement Sunak.